# 原田謙三
原田 謙三（はらだ けんぞう、1928年6月24日 - 2006年4月24日）は、日本の経営者。同和鉱業社長を務めた。

## 経歴
神奈川県出身。1952年に慶應義塾大学工学部応用化学科を卒業し、同年4月に同和鉱業に入社。
1983年6月に取締役に就任し、1985年6月に常務、1989年6月に専務を経て、1991年6月に副社長に就任し、1993年6月には社長に昇格。
1999年4月に会長、2001年6月に取締役を経て、2002年6月に相談役に就任。
1994年11月に藍綬褒章を受章し、2000年11月に勲二等瑞宝章を受章。
2006年4月24日心不全のために死去。77歳没。